# جوزيف س. بويد
جوزيف س. بويد (بالإنجليزية: Joseph C. Boyd)‏ هو عسكري أمريكي، ولد في 23 يوليو 1760 في Newbury, Massachusetts ‏ في الولايات المتحدة، وتوفي في 12 مايو 1823 في بورتلاند في الولايات المتحدة.